# Whitchurch (Shropshire)
Whitchurch is een plaats in het bestuurlijke gebied North Shropshire, in het Engelse graafschap Shropshire. De plaats telt naar schatting 8.944 inwoners (2007).